# Данбичжэнь
Данбичжэнь[уточнить] — город в Китае, в провинции Хэйлунцзян.

## История
Город основан во времена маньчжурской династии Цин (1875 г) и назывался Куайданбе (快当别).
Расположен город на берегу озера Ханка и в 36 км от города Мишань. Известен в Китае своим пляжем на берегу озера, прозванный «Восточные Гавайи».
Ближайшие города: Владивосток, Расон, Чхончжин.
В городе есть музей «Великая северная пустошь», в котором собраны вазы, гравюры и картины художественных школ Хейлунцзяна.
«Великой северной пустошью» называли равнину в провинции Хэйлунцзяна. Позже это стало образным названием и всей провинции. Из-за характера местных почв в окрестностях города Данбичжэнь в Китае этот район часто называют Черноземьем.